# David Hall
David Connolly "Dave" Hall (Sherbrooke, Quebec, 1 de maig de 1875 – Seattle, Washington, 27 de maig de 1972) fou un atleta estatunidenc que va córrer al tombant del segle xx i que era especialista en les curse de mitjana distància.
El 1900 va prendre part en els Jocs Olímpics de París, en què guanyà la medalla de bronze en la cursa dels 800 metres, en quedar per darrere del britànic Alfred Tysoe i l'estatunidenc John Cregan. En semifinals establí un nou rècord olímpic en aquesta prova, amb un temps d'1' 59.0", però a la final no pogué revalidar aquesta bona marca.
També va disputar la cursa dels 1500 metres, en què acabà en quarta posició.

## Millors marques
- 800 metres. 1' 59.0", el 1900
- 1500 metres. 4' 09.2, el 1900[1]